# Романовка (Бирский район)
Романовка (баш. Романовка) — деревня в Бирском районе Республики Башкортостан Российской Федерации. Входит в состав Угузевского сельсовета. 

## География

### Географическое положение
Расстояние до:
- районного центра (Бирск): 20 км,
- центра сельсовета (Угузево): 5 км,
- ближайшей ж/д станции (Уфа): 65 км.

## Население
| 2002 | 2009 | 2010 |
| ---- | ---- | ---- |
| 83   | ↗89  | ↘62  |

Согласно переписи 2002 года, преобладающая национальность — башкиры (88 %).